# Parafia Przemienienia Pańskiego w Brzostowicy Wielkiej
Parafia Przemienienia Pańskiego w Brzostowicy Wielkiej – rzymskokatolicka parafia znajdująca się w Brzostowicy Wielkiej, w diecezji grodzieńskiej, w dekanacie Brzostowica Wielka, na Białorusi.

## Historia
Kościół p.w. Przemienienia Pańskiego jest drugą w historii parafią Brzostowicy Wielkiej. Pierwsza, p.w. Nawiedzenia Najświętszej Marii Panny, została zlikwidowana dekretem gubernatora grodzieńskiego  w 1865 r., a rok później stojący przy rynku miasteczka barokowy kościół z połowy XVIII w. został zamknięty i przekazany do użytkowania Cerkwi prawosławnej.
Po kilkuletnich staraniach lokalnych wiernych oraz właścicieli majątku, Marii z Chodkiewiczów i Józefa Stanisława Korwin-Kossakowskich, 12 czerwca 1907 r. uzyskano od władz rosyjskich pozwolenie na wzniesienie nowego kościoła. Kossakowscy przekazali na ten cel parcelę w pobliżu pałacu i wraz z parafianami współfinansowali budowę. Projekt w stylu zmodernizowanego neogotyku opracował inżynier architekt guberialny z Grodna, Iwan Płotnikow. W 1908 r. erygowana została parafia p.w. Przemienienia Pańskiego. 24 czerwca 1909 r. został poświęcony kamień węgielny, a po trzech latach, 30 września 1912 r. gubernialna komisja inspekcyjna potwierdziła zakończenie budowy. 2 października świątynię uroczyście poświęcił dziekan grodzieński ksiądz Juliusz Alojzy Ellert, w obecności przybyłych kapłanów oraz licznie zgromadzonych wiernych. Pierwszym proboszczem został ks. Adolf Michniewicz.
Do nowo wybudowanego kościoła trafiły skromne relikty wyposażenia dawnego kościoła parafialnego p.w. Nawiedzenia NMP, mn.in. krucyfiks z XVIII w. W 1912 r. Władysław i Maria z Łempickich Kossakowscy ufundowali dzwon z inskrypcją “S. Czerniewicz Pustelnik 1912 r.”. W 1922 r. Maria Kossakowska ufundowała figurę marmurową Niepokalanego Poczęcia NMP do tabernakulum oraz fisharmonię.  W 1913 r. plac kościelny ogrodzono murem z ciosowego kamienia, a obok wzniesiono plebanię w formie dworku.
W kwietniu 1920 r. dawny kościół parafialny p.w. Nawiedzenia NMP został zwrócony wiernym, 25 kwietnia 1920 rekoncyliowany, do drugiej wojny światowej stanowiąc filię parafii p.w. Przemienienia Pańskiego.
Po wybuchu wojny w 1939 r. ówczesny proboszcz Jan Tomaszewicz został zmuszony do opuszczenia parafii. Do 1989 r. nie było tu stałego kapłana. W 1965 r. władze zamknęły świątynię zabraniając kultu. Budynek przekazano na magazyn zboża, a następnie punkt skupu butelek. Istniały też plany adaptacji na halę sportową, jednak w latach siedemdziesiątych XX w.  kościół otrzymał status pomnika architektury, co zapobiegło przebudowie.
Do 1976 r. wierni zbierali się w drewnianej kaplicy cmentarnej z XIX w., gdzie przeniesiono też relikty wyposażenia kościoła.  Kaplica spłonęła jednak w 1976 r.
W 1988 r. wierni podjęli pierwsze starania o zwrot świątyni, uwieńczone sukcesem w czerwcu 1989 r. Zniszczony budynek został zwrócony katolikom, a 7 lipca 1989 r. w remontowanej już świątyni pierwszą mszę św. odprawił  ks. Kazimierz Żylis z Indury.  W 1990 r. z Litwy przywieziono figurę Serca Pana Jezusa i nastawę ołtarza głównego.  10 listopada 1991 r. biskup grodzieński Aleksander Kaszkiewicz konsekrował kościół pod historycznym wezwaniem Przemienienia Pańskiego. W 2006 r. przeprowadzony został gruntowny remont kościoła i plebanii.
Parafia jest administrowana przez księży redemptorystów.

## Architektura i wystrój kościoła
Murowany kościół w stylu zmodernizowanego neogotyku został wzniesiony w latach 1909-1912. Elewacje są oblicowane kamieniem ciosowym, z podziałami wykonanymi w tynku. Powiązanie tych materiałów nawiązuje do częstej na Grodzieńszczyźnie w XIX w. tradycji budowlanej. Budowla z korpusem na planie prostokąta, mieszczącym trzy nawy w systemie bazylikowym, zamyka od zachodu pięcioboczna apsyda prezbiterium. W fasadzie dostawiona została wysoka, trójkondygnacyjna wieża na planie kwadratu, z wysuniętym domkiem portalowym ujmującym wejście, nakryta dachem namiotowym. Elewacje opięte są szkarpami. Duże ostrołukowe okna obwiedzione zostały tynkowymi opaskami, drugą kondygnację wieży zdobi ślepy schodkowy szczyt ze sterczyn.
W skromnym wnętrzu dzielonym na nawy arkadami wspartymi na masywnych filarach, w neobarokowym ołtarzu przywiezionym z Litwy w latach dziewięćdziesiątych XX w. znajduje się figura Najświętszego Serca Pana Jezusa. Towarzyszą jej rzeźby św. Antoniego i św. Franciszka, wykonane przez miejscowego stolarza Henryka Romańczuka. W kaplicy po lewej stronie prezbiterium w neogotyckim ołtarzu umieszczony jest obraz Matki Bożej Ostrobramskiej.
Z dawnego wystroju przetrwały dwie tablice epitafijne: Stanisława Kazimierza hr. Korwina Kossakowskiego (1837-1905) i jego żony Aleksandry z Chodkiewiczów (1840-1880).
W kruchcie zawieszony jest późnobarokowy krucyfiks z połowy XVIII w., jedyny zachowany element wyposażenia kościoła „starego” p.w. Nawiedzenia NMP, jeszcze w 1925 r. uważany za cudowny.

## Proboszczowie

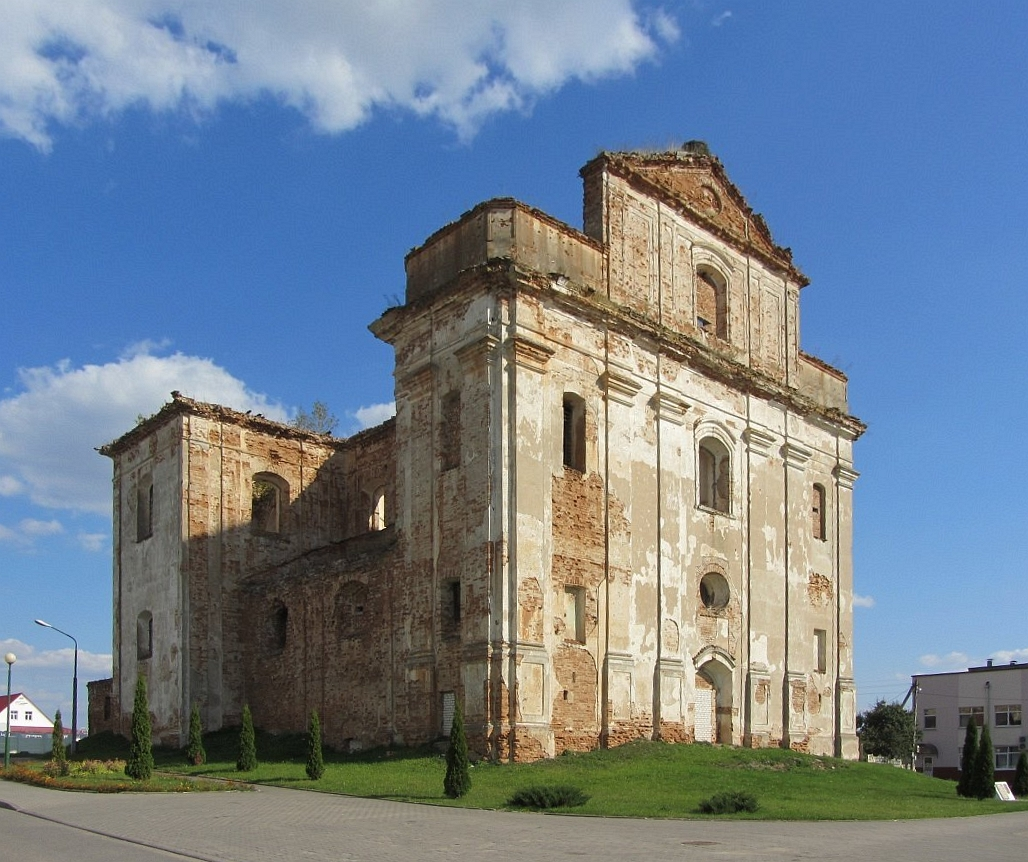
Kościół pw. Nawiedzenia Najświętszej Maryi Panny w Brzostowicy Wielkiej w stanie współczesnym

- ks. Adolf Michniewicz (1908 - 1910)
- ks. Stanisław Klim (1910 - 1912)
- ks. Ludwik Bisikierski (1912 - 1920)
- brak danych (1920 - 1929)
- ks. Jan Tomaszewicz (1929 - 1939)
- wakat (1939 - 1990)
- o. Karol Barnaś CSsR (1990 - 1991)
- o. Roman Cieślak CSsR (1991 - 2001)
- ks. Andrzej Kozłowski (2001 - 2006)
- o. Waldemar Słota CSsR (2006 - nadal)